# Serrat de l'Aspre
El Serrat de l'Aspre és un turó limítrof entre els termes municipals de Gavet de la Conca (antic terme de Sant Serni) i Tremp (antic terme de Vilamitjana).
Està situat al sud-est del poble de Vilamitjana i al nord-nord-est de Fontsagrada.